# Swagger & Stroll Down The Rabbit Hole
Albums de Diablo Swing Orchestra
Pacifisticuffs
(2017)
Swagger & Stroll Down The Rabbit Hole est le cinquième album du groupe de metal avant-gardiste suédois Diablo Swing Orchestra, publié le 2 novembre 2021 en Europe par Spinefarm Records UK.

## Liste des chansons
Toute la musique est composée par Diablo Swing Orchestra.
| No  | Titre                                   | Durée |
| --- | --------------------------------------- | ----- |
| 1.  | Sightseeing in apocalypse               | 2:14  |
| 2.  | War painted Valentine                   | 4:00  |
| 3.  | Celebremos lo inevitable                | 4:53  |
| 4.  | Speed dating an arsonist                | 5:30  |
| 5.  | Jig of the century                      | 4:31  |
| 6.  | The sound of an unconditional surrender | 5:31  |
| 7.  | Malign monologues                       | 4:59  |
| 8.  | Out came the hummingbirds               | 4:21  |
| 9.  | Snake oil baptism                       | 4:40  |
| 10. | Les invulnérables                       | 6:02  |
| 11. | Saluting the reckoning                  | 4:52  |
| 12. | The prima dauna gauntlet                | 5:04  |
| 13. | Overture to a ceasefire                 | 4:04  |